# Hydrozetes ringueleti
Hydrozetes ringueleti är en kvalsterart som beskrevs av Fernández 1984. Hydrozetes ringueleti ingår i släktet Hydrozetes och familjen Hydrozetidae. Inga underarter finns listade i Catalogue of Life.